# Argens
Argens – rzeka we Francji, przepływająca przez teren departamentu Var, o długości 115,6 km. Uchodzi do Morza Śródziemnego.